# Personnages de MÄR
 (décembre 2018).
Cette page liste les personnages du manga MÄR (Märchen Awakens Romance (2007)), de Nobuyuki Anzai, publié chez l'éditeur Kana.

## Héros

### Ginta Toramizu
Originaire du monde réel, Ginta est le fils de Danna, et va suivre sa destinée : participer au War Game. Son unique Ärm, Babbo, est rarissime, un Ärm parlant.
Ärms utilisés
- Babbo forme 1A : La technique du Poing-Marteau permet de porter des coups au corps à corps (Weapon Ärm).
- forme 1B : La technique de la Main-Dague permet de fixer une épée sur son bras (Weapon Ärm).
- forme 2 : Le Lance-Bulles permet d'envoyer des bulles explosives de loin (Weapon Ärm).
- forme 3 : La Gargouille permet d'invoquer un puissant gardien (Guardian Ärm).
- forme 4 : Alice permet d'invoquer un gardien capable de soigner les blessures et de revigorer l'invocateur (Holy Ärm). Cet Ärm permet à Alan de se détacher de Edward.
- forme 5 : Le coussin de Gelée permet d'amortir n'importe quel choc. Sa nature est inconnue tant c'est loufoque.
- forme 6 : Le Chat-Botté permet d'invoquer un Guardian Ärm autonome, qui se bat avec du poisson (Guardian Ärm).
- forme 7 (manga) : La Fusion sert une seule fois, lors de l'affrontement entre Ginta et L'Orbe (Dimension Ärm).
- forme 7 (anime) : La Résurrection permet de faire revenir à la vie toutes les personnes tuées par L'Orbe (Dorothy, Allan, Nanashi, Alviss, Ash, d'autre pièces de l'échiquier, mais pas Snow).
- forme 8 : Pierrot, le gardien du retour permet à Ginta de retourner dans son monde après avoir vaincu l’Échiquier (Dimension Ärm).

Ginta Toramizu (虎水 ギンタ), en deuxième année de collège, ne rêve que d'aventure. Sa mère est romancière de conte de fées, son père a mystérieusement disparu six ans plus tôt. Ginta prétend rêver toutes les nuits d'un pays magique, s'attirant les railleries de ses camarades de classe. La seule qui le prend au sérieux est son amie Koyuki. Jusqu'au jour où une sorte de fantôme fait son apparition, et propose à Ginta de l'emmener dans un autre monde, ce qu'il accepte sans hésitation.
Il se retrouve dans le pays de Mär havën, tout à fait semblable à celui auquel il rêve chaque nuit et dans lequel il est doté de compétences physiques hors normes. Il y rencontre une sorcière du nom de Dorothy qui veut se servir de ses capacités pour récupérer un mystérieux Ärm (artefact qui peut se présenter sous forme de gardien, d'ârm, de télétransporteur...). Mais Ginta la double et se sauve avec Babbo qui se trouve être un ärm parlant.
Ils partent donc tous les deux, Ginta pour trouver l'ärm qui lui permettra de rentrer chez lui, et Babbo pour retrouver sa mémoire. Ils font la rencontre de Jack et sa mère qui sont maltraités par deux loups garous. Jack les combat pour "devenir un homme", et, aidé de Ginta et Babbo, les vainc. Ils partent donc tous trois à l'aventure. Après cette rencontre, ils font la connaissance de Alviss, membre de la cross guard organisation, opposé a l'échiquier, elle-même une organisation dont le but est de massacrer les êtres humains. Après avoir rencontré Alan ancien combattant de la cross guard, Nanashi chef de Luberia (la guilde des voleurs) et la princesse Snow, Ginta, Jack et Dorothy forment l'équipe de MÄR, avec Alviss, Alan, Nanashi et Snow. Cette équipe va détruire l'échiquier, durant un tournoi organisé par ce dernier, où l'équipe MÄr bat notamment Yan, ancienne tour devenue cavalier, le fantôme, chef de l'échiquier, et le roi et la reine maîtres cachés de l'échiquier.

### Jack
Pour les articles homonymes, voir Jack.
Ce jeune jardinier vit tranquillement avec sa mère dans une petite maison. Il voit sa vie bouleversée par l'arrivée de Ginta et Babbo. Ses plantations, sans cesse dévorées par Louga et Garou, deux Loups-Garous voraces, sont sauvées par Ginta. Le père de Jack, Jake, a participé à la première édition du War Game au côté de Danna, et y a laissé la vie, assassiné par Wizard, cavalier de l’Échiquier.
Histoire
Jack, originaire de l'île de Pazurika, cheveux noirs coiffés en bataille, rencontre les héros lors du second épisode, qui totalement affamés ont entrepris de manger les légumes de son champ. Alors qu'il leur offre l'hospitalité, il leur dévoile ses problèmes face à des pillards loups-garous qui dévorent ses récoltes. Ginta et Babbo cherchent donc à l'aider en se débarrassant de ces ennemis, ce qui scelle l'amitié entre ses trois personnages. Ils explorent ensemble le vaste monde, tout d'abord en quête d'un ärm pour que Ginta rentre chez lui, avant de se rallier à Alan qui les entraîne pour combattre les pièces de l'Échiquier et abattre cette infâme organisation.
Ärms et techniques
Son ärm principal est la pelle de combat qu'il a héritée de son père à sa mort. Avec ce Weapon Ärm, il peut utiliser certaines techniques comme :
- La déferlante de terre, attaque qui retourne violemment toute la terre sur une surface linéaire.
- Les haricots rampants, qui croissent très rapidement et exercent une forte étreinte sur l'ennemi. Cette technique permet à Jack d'envoyer de vifs haricots pour emberlificoter l'adversaire (Nature Ärm).
- Les champignons magiques hallucinogènes, provoquant des visions effrayantes, ou parfois aussi des visions immensément agréables. Ces champignons provoquent des hallucinations chez la victime (Nature Ärm).
- Le bouclier haricot, qui permet à son utilisateur d'être protégé à l'intérieur d'une graine géante de haricot.
- L'escalade : Ce n'est pas un Ärm, mais cette capacité permet à Jack d'escalader dans un premier temps la cheville de Colecchio, puis l'arbre de Wizard.
- Le Bouclier Haricot : Jack se réfugie à l'intérieur pour parer à une offensive adverse (Nature Ärm).
- Méphisto, le gardien le plus puissant de Jack, est une plante carnivore qui dévore l'adversaire (Guardian Ärm). Ce gardien est une plante carnivore géante qui attaque férocement les ennemis.
- Le Feu Follet : Gardien de Feu, Jack l'utilise pour brûler les plantes de Wizard (Guardian Ärm). Cet ärm libère un petit lutin de feu qui enflamme tout ce que son maître lui ordonne.

Ses combats au War Game
- Premier combat contre Pano (tour) lors de la 1re bataille : il est vaincu à la suite de la réception d'un boulet dans ses parties intimes.
- Second combat contre Pano (tour) lors de la 3e bataille : grâce à des champignons hallucinogènes, il réussit à charmer son adversaire qui se rend.
- Troisième combat contre Collechio (fou) lors de la 4e bataille : ce combat, très dur pour Jack, qui est rétréci par l'arme de son ennemi, mais malgré sa taille, réussit à battre son adversaire en l'escaladant et en faisant pousser des haricots de la bouche de celui-ci.
- Quatrième combat contre Candice (cavalier) lors de la 5e bataille : Jack n'obtient qu'un match nul après un match très dur où il manque de perdre la vie et de finir pétrifiée.
- Cinquième combat contre Wizard (cavalier) lors de la bataille finale : pour la bataille finale, il affronte Wizard, un autre manieur de plantes qui a tué son père Jake lors de la précédente édition du War Game. Après un long combat et sous les encouragements de ses amis, il vainc Wizard en le mettant à terre grâce à son gardien ärm Feu follet.

### Dorothy
Dorothy est une sorcière du royaume magique de Gardea, le royaume des sorcières. Elle rencontre Ginta et décide de se servir de lui pour obtenir Babbo, l'Ärm parlant. Mais, séduite par le petit garçon, elle décide finalement de lui laisser Babbo, et le retrouve quelque temps plus tard pour affronter les pièces de l’Échiquier lors du War Game. Connue au début comme une sorcière à part, à cause de sa réputation de chercheuse d'ärms ne reculant devant rien, ce personnage révèle ensuite le terrible fardeau qui lui pèse.
Histoire
Elle proviendrait d'une haute famille de Gardea au départ. Mais un événement mène Dorothy à devoir réparer l'honneur de la famille à la suite d'une trahison de sa sœur et de ses parents ayant préféré se suicider que de faire justice. 
Ses cheveux sont roses et ses yeux rouges.
Dorothy apparait dans l'épisode 2, elle est alors la première personne que rencontre Ginta sur l'île de Pazurika, alors qu'elle est recherche Babbo l'ärm énigmatique. Voulant tout d'abord se servir du jeune héros, elle l'amène avec lui dans sa quête, puis elle finit lui confier cet ärm vivant. Elle ne repart cependant pas les mains vides, car elle acquiert le Guardian qui protégeait cet ärm mythique.
Elle disparait alors un bref temps, à la recherche d'autres artefacts tout aussi précieux. Elle revient ensuite dans l'épisode 15, où elle aide Ginta secrètement, en le débarrassant de 9 pions, puis part ensuite sauver Snow, la princesse de Lestower.
Une fois la princesse sauvée, Dorothy intègre l'équipe de Ginta, après un petit incident avec Edo (sous sa forme Alan). On aperçoit alors pour la première fois des sentiments s'exprimer en faveur de Ginta.
Lors de l'appel au War Game, elle participe donc pour aider Ginta à éliminer l'Échiquier, à la suite d'une intuition la guidant dans ce choix.
MÄR Omega
Apparaissant dans l'épisode 4 de cette série, six ans après la venue de Ginta, Dorothy rencontre dans le palais de Gardea, Kai et Babbo ainsi que la jeune fille qui les accompagne, Élisa. La sorcière se retrouve tout à coup chargée de protéger sa ville après l'attaque du vassal de Unwetter. Elle ne réapparaît qu'à la toute fin à partir de l'épisode 31; où elle aide, en compagnie de ses anciens compagnons d'aventure, le jeune quatuor à passer dans la cachette de l'ennemi Unwetter.
Ärms utilisés
- Anneau de la dague, simple dague qui sert néanmoins à tuer Diana (Weapon Ärm),
- Flying Leo, gardien lion volant, mais très faible (Guardian Ärm),
- Brikin, énorme masse de pierre qui est à la base le gardien de Babbo (Guardian Ärm),
- Ring Armor, petit soldat automatique qui n'est pas non plus bien puissant (Guardian Ärm),
- Rain Dog "toto", le gardien le plus puissant de Dorothy, posé à l'intérieur de la Besace Dimensionnelle (Guardian Ärm),
- Le Balai du Zéphyr, balai pouvant envoyer du vent (Weapon Ärm),
- Crazy Kilt, petite poupée hideuse dont le chant est fatal (Guardian Ärm),
- L’épouvantail crucifié,  utilisant son chapeau pour attaquer les ennemis (Guardian Ärm),
- L'Alfe lumineux, Holy Ärm, sous forme de collier, purificateur de poison,
- Andarta, Dimension Ärm, sous forme de bague, et qui permet de se téléporter avec d'autres personnes dans un lieu déjà visité par le propriétaire de l'anneau,
- L'Anneau de la dague, Weapon Ärm, sous forme de bague, qui se transforme en dague,
- La Besace dimensionnelle, Dimension Ärm, sous la forme d'un anneau, qui ouvre un sac de stockage dans un monde parallèle. Cette petite coupure dimensionnelle regorge d'Ärms puissants.
- L'Épouventail crucifié, Guardian Ärm, sous forme de broche, qui fait apparaitre comme gardien un épouvantail très puissant,
- Épreuve, Dimension Ärm, sous forme d'une chaîne, qui ouvre un monde parallèle dans lequel des personnes rentrent pour passer une épreuve testant leur capacité à contrôler la magie. Cet ärm n'apparait que dans la série MÄR Omega.
- Zéphyr, Nature Ärm, sous forme de balai, qui permet à Dorothy de manier le vent et de voler sur son balai.

Ses combats au War Game
- Premier combat contre Maira lors de la 2e bataille : victoire avec son Guardian Toto.
- Second combat contre Avrood lors de la 4e bataille : Le combat dure seulement quelques secondes, la sorcière ayant touché gravement un point vital de son adversaire dès le début du combat, d'un coup de dague.
- Troisième combat contre Rapunzel (cavalier) lors de la 4e bataille : dans ce combat très dur pour la sorcière, malgré une blessure, elle vient à bout de son ennemi et remporte le combat.
- Quatrième combat contre Pinocchion (cavalier) lors de la 6e bataille : après avoir été avalée par le Guardian du combattant de l'Échiquier, elle détruit le monstre qui l'a avalé et détruit son maître.
- Cinquième combat contre Kimera (cavalier) lors de la bataille finale : après un combat durant lequel elle perd une partie de sa robe, Dorothy vainc son ennemi avec son Guardian Toto.

### Alviss
Pour les articles homonymes, voir Alviss.
Accompagné en permanence de la petite fée Belle, Alviss est un membre de la Cross Guard, organisation fondée par Danna, Alan et Gaira. Il maîtrise de nombreux Ärms, et veut se venger de Phantom qui lui a apposé une malédiction sur le corps.
Alviss est âgé de 16 ans. Il est celui qui a appelé Ginta dans Mär-heaven, comme l'a fait Alan autrefois pour Danna, afin de sauver Mär-heaven de l'Échiquier. Il est un membre de la Cross guard qui a battu l'Échiquier dans la dernière bataille d'il y a 6 ans. À cette époque, Alviss n'est qu'un enfant de 10 ans qui veut à tout prix faire partie de la Cross guard. Il est alors accepté par Danna, qui a bon cœur. Cependant à la fin de la guerre, Phantom applique le Sceau du Mort à Alviss, qui est condamné à se transformer en mort-vivant, une fois que le tatouage a entièrement recouvert son corps.
Alviss a, au départ, une très mauvaise opinion de Ginta, mais, au fur et à mesure, il va de plus en plus l'accepter. Il finit par avoir une entière confiance en lui, en lui laissant le droit de sauver leur monde.
Au début du manga, il est déjà très puissant. On suppose donc qu'il s'est énormément entraîné afin de vaincre l'Échiquier, tout en sachant qu'il les hait au plus profond de son cœur. Au fur et à mesure du manga, il gagne de plus en plus de puissance, grâce au Shuuren no mon (porte d'entraînement), jusqu'à devenir un des plus puissants personnages du manga. D'ailleurs, il abandonne la Cross guard pour faire partie de Mär, le groupe de Ginta.
Ärms utilisés
- Collier Totem : des totems jaillissent du sol et blessent l'ennemi (Weapon Ärm).
- Égide, bouclier qui protège Alviss contre toutes sortes d'attaques (Weapon Ärm).
- Le Crâne Paralysant, crâne permettant d'immobiliser l'adversaire momentanément au prix d'une vive douleur (Darkness Ärm).
- Ha Boa Kû, sphère noire qui emprisonne l'adversaire et le fait exploser (Guardian Ärm).

### Alan
Ancien numéro 2 de la Cross Guard, Alan reste longtemps enfermé dans le corps d'un chien nommé Edward (surnommé Edo) et ne peut réapparaître que lorsque le chien dort trois fois consécutives. En revanche, si Alan s'assoupit une seule fois, c'est le chien qui reprend le dessus. 
Alan est un ancien soldat de la Cross Guard, le no 2 de la Cross Guard. Il a combattu dans la première guerre six ans auparavant. Il entraîne Danna quand celui-ci arrive dans le monde de Märchen. Alan gagne le respect du Chess no koma en faisant égalité avec l'Halloween crucifié 6 ans en arrière. Alan a été fusionné avec le chien "garde du corps" de Snow, Edo, du fait de la malédiction que l'Halloween Crucifié lui avait lancée. Il va être libéré grâce à Ginta qui utilise la version 4 de Babbo, la gardian Arm, et Alice qui utilise ses pouvoirs pour séparer Edo et Alan.
Ärms utilisés
- Marteau d'Air, attaque qui renforce la puissance des coups de poing (Nature Ärm).
- Dragon de Feu, tourbillon de flammes qui suit l'ennemi (Nature Ärm).
- Sainte Colère, gardien gantelet qui projette les ennemis à plusieurs kilomètres (Guardian Ärm).

### Nanashi
Membre de Lubéria, la guilde des Voleurs, il voit ses amis se faire massacrer par Peta, un cavalier de l'Echiquier. Il maîtrise des Ärms liés à la foudre, mais c'est grâce à Aegis, un bouclier offert par Alviss, qu'il évite la mort lors de son ultime combat...
Son nom signifie "Sans nom" (Na = nom, et Nashi = aucun, donc Nanashi = sans nom).
Nanashi est le chef de Luberia, la guilde des voleurs. Il se joint à la compagnie un peu avant le milieu de l'histoire pour venger ses compagnons morts, tués par le Chess No Koma.
Les armes utilisées sont surtout des armes qui contrôlent la foudre, mais pas uniquement. 
Nanashi est en réalité très puissant, bien qu'il donne l'impression de quelqu'un d'"idiot". Lors d'un combat pendant la War Game, son adversaire, L'ancien Boss de Luberia, Garian, le combat de toute sa puissance. 
En réalité, il lui aurait sauvé la vie et donné son nom, Nanashi, alors que celui-ci grièvement blessé a perdu la mémoire.
Tout au long du manga, il fait penser à un coureur de jupon, qui malgré tout, sait se montrer sérieux quand il le faut. 
Au début dans les lacs souterrains, Babo dit que Nanashi, qui a la même odeur que Ginta et une force extraordinaire, serait un humain venant du même monde que Ginta.
Hypothèse : Au début de Mar, Koyuki veut, elle aussi, rejoindre Mar HEAVEN, mais Monban Piero, lui déconseille, lui avouant qu'il arrivera un malheur à la personne qui rejoindra Mar HEAVEN sans y être invité. Nanashi est peut-être une personne qui a rejoint Mar HEAVEN lorsque Danna y est allé...
Nanashi a perdu la mémoire, étant blessé lors de son arrivée, il a également une force incroyable, comme Danna ou Ginta.
Re-Hypothèse : Il est aussi possible que lors de l'appel de Danna, Pierrot ait fait un lancer de II aux dés. Nanashi se trouvant près de Danna à ce moment aurait été "forcé" d'entrer dans l'autre monde. Le choc peut lui avoir fait perdre la tête. L'explication des blessures peut provenir du fait qu'il se trouvait dans la zone de Lubreria (assez désertique) et qu'en arrivant, il ait heurté le sol.
Ses Ärm
Nanashi est un manieur de foudre et possède plusieurs Ärm plutôt puissants : 
- Electric Eyes (Nature Ärm) : Les 2 Ärms qu'il utilise le plus sont des bagues avec un œil dessus permettant de créer de l'électricité plus ou moins puissante selon les envies.
- La lance du griffon (Weapon Ärm), une lance qui tranche beaucoup de choses.
- Andarta (Dimension Ärm), permettant de se téléporter où l'on veut du moment qu'on y est déjà allé.
- ? (Guardian Ärm), anguille rose géante créant de l'électricité , guardian extrêmement puissant qui permet de vaincre l'ancien Boss de Luberia, Garian, alors que celui-ci fait partie de la Chess No Koma lors du 5e combat des War Game.

Ärms utilisés
- Œil Foudroyant : plusieurs éclairs convergent vers l'adversaire (Nature Ärm).
- Lance du Griffon : longue lance qui projette des éclairs (Weapon Ärm).
- Aegis, Ärm de Pirun offerte par Nanashi dans le passé, puis rapportée de sa tombe par Alviss. Bouclier qui régénère les forces du porteur et arrête les attaques ennemies (Holy Ärm).
- Gymnot : gardien le plus puissant de Nanashi, gigantesque serpent qui étouffe ses adversaires pour les tuer (Guardian Ärm).
- Myriade d'aiguilles : ärm utilisant la glace qui fait jaillir du sol des aiguilles qui transpercent tout (Nature Ärm).

### Snow
Fille adoptive de la reine Diana, Snow est la princesse de Lestower, restée enfermée dans les glaces, délivrée par Ginta.
À sa première apparition dans le manga, elle est enfermée dans un cube de glace, après avoir été poursuivie par Loko et Yan.
Finalement elle a été libérée par Ginta, conduit par Edo, le chien protecteur de la princesse.
Elle est d'apparence fragile mais remporte nombreux de ses combats.
Après un combat sur les terres volcaniques contre Mister Hook, où elle perd, Alan l'oblige à se reposer avant de pouvoir à nouveau participer au War Game.
C'est une fille très gentille qui semble ressentir beaucoup d'affection pour Ginta.
Koyuki, la meilleure amie de Ginta sur Terre, et elle ont une connexion et peuvent, lorsqu'elles dorment, échanger ce qu'elles savent.
Ärms utilisés
- La Tourmente de Glace : plusieurs grêlons s'abattent sur l'adversaire (Nature Ärm).
- Flocon, gardien bonhomme de neige très gros et lourd (Guardian Ärm).
- Ondine : gardien aqueux qui enferme ses adversaires dans des bulles d'eau (Guardian Ärm).
- Épée de Glace, épée de Glace (Weapon Ärm).
- Anneau de Glace (Weapon Ärm).

### Babbo
Babbo est un Ärm de Gardea très puissant, fut volé par Diana, lors du premier war game. Diana scelle l'orbe de Gardea, source des ténèbres et de la magie de Gardea, dans Babbo, ce qui explique pourquoi cet ärm est l'unique ärm au monde à avoir une conscience humaine. C'est aussi à cause de l'orbe que Babbo était si maléfique auparavant. La reine de l'Échiquier (Diana) donne alors Babbo au Phantom et tous les autres qu'elle a pu dérober au reste de son organisation.
À la première défaite de Phantom, Babbo est enlevé par la Cross guard, et scellé pendant six ans par Alan.
Le sceau est brisé par Ginta lorsqu'il arrive à MÄR - Haven et rencontre Dorothy (la petite sœur de Diana) qui est à la recherche de Babbo. Il ouvre le coffre renfermant l'Ärm (qui ne peut être ouvert que si la personne ne possède aucune force magique) pendant que Dorothy s'occupe du Guardian le protégeant. À la suite de cela Babbo devient l'Ärm de Ginta qu'il qualifie de valet.
Bien que ça ne fonctionne pas au début, les deux héros réussissent à s'entendre, à progresser de manière considérable et à développer huit formes :
- forme 1 : Le poing marteau (weapon ärm), transformation basique de Babbo, elle-même en deux formes : le poing marteau normal et le poing dague.
- forme 2 : Canon à bulles (weapon ärm), pistolet qui lance des Babbos roses en bulle, qui explosent, si elles sont assez proche de l'ennemi.
- forme 3 : Gargouille (gardian ärm), sans doute la version la plus puissante de Babbo, ressemble à une Gargouille comme on peut en voir dans une église mais au lieu d'avoir un bâtiment en dessous d'elle, elle possède un cristal. Vu sa taille faramineuse, l'énergie dépensée par Ginta est très grande, ce que lui apprend Snow lors de la création de cette troisième version.
- forme 4 : Alice (holy ärm), forme de Babbo dans une femme en tenue légère, qui permet d'annuler les effets des darkness ärms, et qui réussit entre autres à délivrer Alan et Edo du Sort d'Halloween.
- forme 5 : Le coussin de gelée(gardian ärm???), une des formes les plus ridicules de Babbo qui enveloppe Ginta dans de la gelée. Cette forme, dans lequel ce dernier trouve refuge alors, peut absorber tous les chocs et ainsi protéger son utilisateur.
- forme 6 : Le chat botté(gardian ärm), gardien créé par Ginta lors de la 7e bataille. Cette forme de Babbo peut utiliser des ärms de façon autonome comme des épées, des poupées de chiffons qui se sacrifient à la place de Ginta, et un énorme poisson qui lui sert de massue.
- forme 7 : Fusion(holy ärm?). Babbo sur cette version garde sa forme initiale. Ginta n'utilise cette version qu'une fois pour rassembler le corps de son père avec son esprit emprisonné dans Babbo.
- forme 8 : Pierrot, le gardien des portes(dimension ärm). Pierrot est l'ärm ayant envoyé Ginta à Mär Heavens. Il franchit la porte avec son père et ils retournent tous les deux à Tokyo. L'un à l'école et le second chez lui près de sa femme.

## L’Échiquier

### Pions
- Chid, amante de Yan. Ils ont intégré ensemble l'Échiquier pour gravir les échelons et devenir tous deux des Cavaliers. Dans le but de le punir pour sa désobéissance, elle se fait transformer en monstre par Chimera à la place de son aimé impuissant, enchaîné dans le même temps et informé par Halloween (l'identité du responsable ne sera dévoilée que lors de la dernière bataille du War Game), la punition la laissant à peine humain. Sa condition plonge Ian dans une haine totale.

### Tours
- Pano : Fille de Garon et sœur de Leno, elle affronte Jack à deux reprises. Jack la bat la seconde fois, et elle tombe amoureuse de lui sous l'emprise de champions hypnotiques.
- Leno : Ce fils de Garon, et frère de Pano, va se faire pulvériser par Alviss lors de la première bataille.
- Fûghi : Manieur de vent, il se fait vaincre par Snow lors de la deuxième rencontre.
- Loco : Utilisatrice de darkness arms. Son Ärm favori (avec lequel elle vainc Nanashi lors de la deuxième bataille) est L'épouvantail Maudit.
- Ali Baba : Il se fait terrasser par Alan en quelques secondes lors de la troisième bataille.

### Fous
Fous normaux
- Garon, premier adversaire de Ginta dans le War Game, qui utilise des Ärms qui renforcent la puissance physique.
- Maïra, premier adversaire de Dorothy dans le War Game, qui utilise un gardien aqueux, Bakyur, qui enveloppe les gardiens adverses avant de les faire exploser.
- Mister Hook, ancien pêcheur enrôlé dans l'Echiquier. Il vainc Snow sur les Terres volcaniques (troisième bataille) avant de se faire terrasser par Alviss sur les Terres de Glace. Sa défaite entraîne sa mort, puisque Rapunzel l'élimine pour avoir bafoué l'honneur de son équipe.
- Canotti : Sorte de bougie humaine, il utilise un Darkness Ärm qui fait fondre l'adversaire. Malheureusement pour lui, Ginta contre son maléfice grâce à Alice et Canotti fond lui-même.
- Colecchio : Il utilise un Darkness Ärm, le Marteau Magique, qui fait rapetisser ses ennemis en rendant aveugle l'utilisateur. Jack réussit à contrer cette attaque lors de la quatrième bataille en fourrant des haricots rampants dans la bouche de Colecchio. Il se fait tuer par Rapunzel
- Avrood : Très prétentieux, il possède un bras qui peut "couper n'importe quoi, même des Ärms". Pourtant, lors de son combat contre Dorothy lors de la quatrième bataille, il perd avant d'avoir pu esquisser le moindre geste. Il se fait tuer par Rapunzel.
- Aqua : Jeune fille qui se cache dans un bénitier, et tourne sur elle-même pour terrasser l'adversaire. Elle fait match nul contre Nanashi, mais Ghimor la tue.
- Gimor (Girom dans l'anime) : Frère cadet de Rapunzel. Après avoir affronté une première fois Ginta dans la grotte, il le retrouve au War Game, à la quatrième bataille, mais se fait vaincre grâce au coussin de gelée.

Trio des Fous
Le Trio des Fous est un ensemble de trois fous dont le niveau est comparable à celui d'un Cavalier. Il est composé de :
- Emokiss : Elle se renforce en mangeant du pain d'épice. Elle possède une épée nommée Dandarsha, et l'oblige à dire qu'elle est la plus belle, alors que c'est un pou. Elle perd contre Snow : la gardienne Ondine l'étouffe dans une bulle d'eau lors de la cinquième bataille.
- Hamerun : Il perd contre Alviss lors de la cinquième bataille. Hamerun peut se cloner, voler et aspirer la magie de l'adversaire grâce à sa flûte des âmes. Ce personnage a été créé par un lecteur, puis intégré au manga par l'auteur.
- Chaton, la plus puissante du Trio. Dans la sixième bataille, elle vainc Alan grâce au fait qu'elle est à moitié chat. En effet, Alan est allergique à ces félins, ce qui devient un souci quand elle jette son dévolu sur lui.

### Cavaliers

#### Les 13 Cavaliers du Zodiaque
Ce groupe, sous les ordres directs du Fantôme, réunit tous les Cavaliers, en principe les plus puissants parmi les Pièces de l'Échiquier. Au début de l'actuel War Game, il comprend :
- Le Fantôme (ファントム Fantomu) : il dirige sous les ordres directs de Diana les Pièces de l'Échiquier, et malgré ses airs suaves inspire la peur dans MÄR Heaven. Il fut vaincu lors du précédent War Game d'il y a six ans en s'entretuant avec le héros de l'époque, Danna, bien que sa condition de mort-vivant l'empêche de vraiment mourir.
- Peta (ペタ Peta), bras droit du Fantôme, à la fois le second et le stratège des Pièces de l'Échiquier. Il est responsable du massacre de la Guilde de Luberia.
- Halloween (ハロウィン Harowin) : Il a combattu Alan lors du précédent War Game, et, à l'issue d'un match nul, lui a jeté la malédiction qui le lie malgré lui à Edward.
- Chimera (キメラ Kimera) : Ce Cavalier enrôlé par Peta, après le précédent War Game, éprouve une haine totale envers les humains. Il est un utilisateur de Ghost ÄRM.
- Roland (ロラン Roran) : Orphelin, recueilli très jeune par le Fantôme, aimable et poli, entièrement dévoué à ce dernier, et partageant un certain lien avec Alviss.
- Wizard (ヴィーザル Vīzaru) : Cet octogénaire qui a affronté et tué le père de Jack au précédent War Game, est , comme eux, utilisateur de Nature ÄRM.
- Magical Roe (マジカル・ロウ Majikaru Rou), ancien babysitter et ami d'enfance de la princesse Snow, mais déjà à cette époque sous les ordres de Diana.
- Pinocchion (ピノキオン Pinokion), marionnette fabriquée pour Dorothy, quand celle-ci était enfant, par sa sœur aînée, qui l'a récupérée puis animée.
- Kouga (コウガ Kouga) : Bien que peu puissant pour un Cavalier, il est reconnu pour sa résistance. À l'instar d'autres Pièces, il dissimule son visage derrière un masque.
- Galian (ガリアン Garian) : Ancien chef de la Guilde de Luberia, il a trouvé Nanashi, l'a recueilli et formé afin qu'il lui succède. Comme lui, il manipule la foudre.
- Ash (アッシュ Asshu) : Ce Cavalier au faciès de squelette tirant la langue adore les enfants et passe son temps libre à jouer avec eux. Il utilise des Dimension ÄRM.
- Candice (キャンディス Kyandisu) : Fétichiste, ses marques lui ont été infligées par le Fantôme. Elle aime celui-ci plus que tout et, comme Roland, lui est toute dévouée.
- Rapunzel (ラプンツェル Rapuntseru) : Sœur aînée de Girom. Hystérique, narcissique, et si sanguinaire qu'elle tue sans scrupules ses propres coéquipiers s'ils échouent. Elle finit par se faire tuer par Yan, qui prend sa place en tant que cavalier.

Puis, durant le War Game :
- Ian (イアン Ian) D'abord une Tour au début du War Game, il s'entraîne au plus dur pour atteindre ce rang. Il élimine Rapunzel et prend sa place avec l'accord des autres Cavaliers, dans le but non dissimulé de démasquer et tuer le tortionnaire de Gid, le chagrin causé par le sort de son aimée l'ayant fait sombrer dans la haine.

#### Le Fantôme (Phantom)
C'est l'adversaire de Ginta lors de la septième et dernière bataille. Il a la capacité de manipuler plus de cinq gardiens simultanément, et a une énergie très élevée. Il est le commandant suprême des armées de l'Échiquier, et cache une multitude d'Ärms de prédilection sous un bandage qui orne son bras gauche.
Ärms
- Allumage, espèce de boule de feu vivante, en fait une énorme bombe à retardement. Le Fantôme s'en sert pour la première fois lorsque l'Echiquier lance un raid sur Gardea, la cité des Sorcières.
- Miroir-Fantôme, qui permet au Fantôme d'emprisonner son adversaire dans un miroir. Si le miroir se brise, celui qui est enfermé dedans aussi.
- Âme Eternelle, qui permet au Fantôme d'aspirer l'énergie des humains.
- Gardiens 1, 3, 4, 6, 7, 8, 9, 10 : Le Fantôme est capable de manipuler tous ces gardiens simultanément. Ils ont tous une faculté particulière, ce qui fait du Fantôme un combattant redoutable.
- Gardien no 2 : Lemure : Ce gardien est l'un des deux plus puissants du Fantôme. Il est caché sous le bandage de son bras gauche.
- Gardien no 5 : Dragon d'Outre-Tombe : Ce gardien est le deuxième gardien en puissance. Comme son jumeau, il est caché sous le bandages de son bras gauche.
- Alvéoles de Défense : Le Fantôme s'entoure d'un bouclier d'alvéoles noires qui peuvent contrer un bon nombre d'attaques.

Histoire
Le Fantôme est né en Gardea, la cité magique des Sorcières. Il est entré dans une chambre interdite et s'est fait prendre. Selon la loi, ses parents auraient dû le tuer, mais ils l'aimaient trop, et ont préféré se suicider, le Fantôme croupissant alors en prison durant une décennie. Il a été engagé par Diana alors qu'il était encore vivant, et s'est fait apposer le sceau du mort sur le corps. C'est grâce à cela qu'il a survécu à l'affrontement avec Danna lors du premier War Game. Le seul moyen de tuer le Fantôme est de placer la clef de Purification dans un orifice inséré au milieu de son torse.